# Zbyněk Šidák
Zbyněk Šidák (24. října 1933 Golčův Jeníkov – 12. listopadu 1999) byl český matematik. Je po něm pojmenována tzv. Šidákova korekce, metoda používaná ve statistice k řešení problému vícenásobného srovnávání.

## Život a dílo
Šidák se narodil a vyrůstal v Golčově Jeníkově. Jeho mládí bylo ovlivněno vrozenou srdeční vadou; jeho zdravotní stav se výrazně zlepšil po úspěšné operaci srdce v roce 1955.
V roce 1951 začal studovat matematickou statistiku na Přírodovědecké fakultě Karlovy univerzity v Praze a po rozdělení této fakulty ukončil studium počátkem roku 1956 na Matematicko-fyzikální fakultě. Od roku 1956 až do své smrti byl Šidák vědeckým pracovníkem Matematického ústavu Akademie věd, několik let zde působil jako vedoucí oddělení teorie pravděpodobnosti a matematické statistiky. V roce 1961 se stal kanditátem věd, v roce 1973 získal titul doktora věd.
Během svého života byl Šidák externím přednášejícím na řadě zahraničních univerzit, např. na Stockholmské univerzitě (1961), Michiganské státní univerzitě (1966–1967), Moskevské státní univerzitě (1974), Kalifornské univerzitě (1986), Severokarolínské univerzitě (1994–1995) a dalších. Více než 30 let byl vedoucím redaktorem odborného časopisu Applications of Mathematics. V Matematickém ústavu založil a vedl seminář o vícerozměrných statistických metodách, z jehož činnosti vycházela řada letních škol a mezinárodních konferencí o diskriminační analýze (DIANA 1982, 1986, 1990), o analýze reálných dat (ANACONDA, 1981), o faktorové analýze (FATIMA 1985, 1986). Pracoval také v programových výborech Evropského setkání statistiků (European Meeting of Statisticians, Varna 1979) nebo o konference o výpočetní statistice (COMPSTAT 1984).
V roce 1958 se Šidák oženil s Kristou Štěpničkovou. Měli dva syny a dceru.
Po odborné stránce se již za studia zajímal o problematiku stochastických procesů. V letech 1961 až 1974 publikoval několik prací o Markovových řetězcích. Další oblastí zájmu byly metody vícenásobného srovnávání; v roce 1967 vyšel jeho článek Rectangular Confidence Regions for the Means of Multivariate Normal Distributions, v němž jeden způsob řešení problému vícenásobného srovnávání popsal. Tato metoda je označována jako Šidákova korekce (Šidák correction); jedná se o metodu kontroly chybovosti ve specifikované skupině testů (tzv. Family-wise error rate).
Známá je monografie o teorii tzv. hodnostních testů (Theory of Rank tests), kterou napsal společně s Jaroslavem Hájkem; vyšla v roce 1967 a na sklonku života ji ještě ve spolupráci s Pranab K. Senem ze Severokarolínské univerzity přepracoval.
Kromě prací o praktickém využití statistických metod (v drůbežářství, pro kontrolu kvality nebo v psychologii) publikoval Zbyněk Šidák i řadu popularizujících prací o problematice učení, matematického vzdělávání, vědecké terminologie nebo statistických přístupů k různým soutěžím.

## Publikované práce (výběr)
- Jedna metoda vyšetřování monotonie posloupností. Časopis pro pěstování matematiky, svazek 79 (1954), s. 135–139.
- Jednoduchý neparametrický test rozdílnosti polohy dvou populací. Applications of Mathematics 2 (1957), s. 215–221 (spoluautor Jiří Vondráček).
- Matematicko-statistické usuzování. Vesmír 38 (1959), s. 135–137.
- O některých vztazích elementárních dělitelů matice k jejímu vlastnímu vektoru. Časopis pro pěstování matematiky, svazek 84 (1959), s. 293–302.
- Integral representations for transition probabilities of Markov chains with a general state space. Czechoslovak Mathematical Journal 12 (87) (1962), s. 492–522.
- Nestejné počty pozorování při srovnávání několika skupin s jednou kontrolní. Applications of Mathematics 7 (1962), s. 292–314.
- The increase in packed red cell volume (haematocrit) as a criterion of effective pernicious anaemia treatment. Folia Haematologica 80 (1962–63), s. 366–389 (spoluautor Jan Herbert Waelsch).
- Některé věty a příklady z teorie operátorů ve spočetných Markovových řetězcích. Časopis pro pěstování matematiky 88 (1963), s. 457–478.
- Matematika, literatura a jazykověda. Matematika ve škole 14 (1963–64), s. 39–41.
- O použití ergodických vět pro Markovovy řetězce. Časopis pro pěstování matematiky 90 (1965), s. 200–208.
- Theory of Rank tests. Academia, Praha & Academic Press, New York, 1967 (spoluautor Jaroslav Hájek).
- Současné vývojové směry matematické statistiky. Pokroky matematiky, fyziky a astronomie 18 (1973), s. 116–122.
- Principy statistických procedur uspořádávání a selekce populací. In: PROBASTAT 77 – Celostátní sympozium z teorie pravděpodobnosti, matematické statistiky a jejich aplikací v měření (Smolenice, 1957). JSMF – ÚMMT SAV, Bratislava, 1977.
- Základy teorie pořadových testů. In: PROBASTAT 89 (Liptovský Ján – Liptovský Mikuláš, 1989). JSMF – VVTŠ, Liptovský Mikuláš, 1989, s. 5–34.
- Soutěž o královnu krásy a teorie uspořádání. Rozhledy matematicko-fyzikální 68 (1990), s. 298–304.
- Matematické hodnocení variability soutěží v kolektivních sportech. Teorie a praxe tělesné výchovy 38 (1990), s. 114–118 (spoluautor Ondřej Šidák).
- Postscriptum o české statistické terminologii. Informační bulletin České statistické společnosti 7 (1996), s. 11–12.
- Theory of Rank Tests. Academic Press, San Diego, 1999. ISBN 978-0-12-642350-1 (spoluautoři Jaroslav Hájek a Pranab K. Sen, 2. přepracované vydání).